# 기타몬마촌
기타몬마촌(北文間村)은 이바라키현 기타소마군에 일찍이 존재했던 촌이다. 현재의 류가사키시에 해당한다.

## 역사
- 1889년 4월 1일 - 정촌제 시행에 수반해 기타소마군 기타몬마촌이 성립하였다.
- 1935년 9월 26일 - 군마현 내 집중호우의 영향으로 소가이강의 수위가 상승하여 약 350가구가 물에 잠기는 피해를 입었다.
- 1954년 3월 20일 - 이나시키 군 나레시바 촌, 오미야 촌, 야하라 촌, 나가토 촌, 기타소마군 가와라시로 촌을 편입, 시로 승격해 류가사키 시가 되었다.